# Wilhelm Speyer
Wilhelm Speyer (Francoforte sul Meno, 1790 – Offenbach am Main, 1878) è stato un compositore tedesco.

## Biografia
Figlio di un ricco mercante, Speyer arrivò a Offenbach am Main all'età di quattro anni e crebbe lì. 
Si avvicinò alla musica grazie alle esibizioni musicali effettuate nella casa del produttore d'arte Peter Bernard, 
È stato educato e istruito a Offenbach am Main sotto la guida di Johann Anton André per la composizione, di Ferdinand Fränzl per il violino, di Georg Jacob Vollweiler per la teoria musicale.
Successivamente si trasferì a Parigi per approfondire le sue conoscenze riguardanti il violino, dove ebbe come maestro Pierre Baillot.
Dopo aver effettuato viaggi in Europa come musicista virtuoso ed aver fatto parte di varie orchestre, decise di affrontare anche un'attività commerciale.
Nonostante questo, mantenne contatti con eminenti esponenti del mondo artistico, quali Louis Spohr e Felix Mendelssohn e proseguì la sua carriera come compositore e come insegnante. Diresse il violinista Niccolò Paganini in un concerto a Offenbach.
Fu un membro della Offenbacher Freimaurerloge Carl und Charlotte zur Treue ed a Francoforte sul Meno fu uno dei fondatori della Fondazione Mozart.  
Speyer si sposò con Charlotte (Lotte) Auguste Wilhelmine, una figlia di Wolfgang von Goldner.
Speyer morì il 5 aprile 1878.
Raggiunse una certa popolarità grazie ai suoi lieder, tra cui Der Trompeter, Rheinsehnsucht, Die drei Liebchen e inoltre compose musica strumentale, tre Quartetti e un Quintetto per archi, musica corale, duetti per violino e pianoforte.